# Zygoneura flavicornis
Zygoneura flavicornis är en tvåvingeart som först beskrevs av Boris Mamaev 1968.  Zygoneura flavicornis ingår i släktet Zygoneura och familjen sorgmyggor. Inga underarter finns listade i Catalogue of Life.